# Росляков, Филимон Меркурьевич
Филимон Меркурьевич Росляков (1758, Казанская губерния, Российская империя—11 марта 1806, Вятка) — русский архитектор.
Происходил из солдатских детей. В архитекторскую науку определён в Казани из Казанской гарнизонной школы (1 марта 1772). Ученик архитектурной школы казанского губернского архитектора В. И. Кафтырева. 7 мая 1785 года по именному Указу Екатерины II получил гражданский чин. Вятский губернский архитектор (16 декабря 1785—11 марта 1806). Фурьер (29 июня 1776). Сержант (февраль 1778). Старший сержант (1 января 1779). Губернский секретарь (31 декабря 1791). Титулярный советник (31 декабря 1795).